# Павлюченко Станіслав Євстигнійович
Станісла́в Євстигні́йович Павлюче́нко (* 18 серпня 1937, Рославль Смоленської області, Росія — †27 грудня 2010) — український диригент, педагог. Народний артист Української РСР (1978).

## Біографія
1966 року закінчив Київську консерваторію (в Елеонори Скрипчинської). Відтоді керівник оркестрової групи та викладач студії Українського народного хору імені Григорія Верьовки. Серед учнів — Олесь Харченко.
У 1971–1993 роках був художнім керівником і головним диригентом Ансамблю пісні і танцю Західного прикордонного військового округу.
Від 1974 року викладач (від 1990 року — професор) Київського інституту культури (нині Київський національний університет культури і мистецтв), керівник його народного хору, завідувач кафедри народнопісенного виконавства. Серед учнів — сестри Ольга Карпович та Оксана Скрипчук, заслужені артистки України.